# بنك الأسرة
بنك الأسرة هو مؤسسة مالية في السودان تابعة لوزارة الضمان والتنمية الاجتماعية، تأسست عام 2008. يهدف البنك إلى تقديم خدمات التمويل الأصغر للأسر ذات الدخل المحدود، مع التركيز على دعم المشاريع الصغيرة ومتناهية الصغر وتمكين الأسر من ممارسة أنشطة اقتصادية تساهم في التنمية الاقتصادية والاجتماعية

## النشأة
بدأت فكرة تأسيسه كمؤسسة تمويل أصغر بواسطة اتحاد أصحاب العمل السوداني ممثلا في أمانة سيدات الأعمال وتشجيع من ولاية الخرطوم والبنك المركزي السوداني في العام 2008. يقوم البنك على محاربة الفقر والحد منه من خلال تقديم الدعم المالي للمشاريع ورفع مستوى الدخل.

## الهيكل الإداري والتنظيم

### أعضاء مجلس الإدارة
تحت إشراف د.رجاء حسن خليفة رئيس مجلس الإدارة ومن الاعضاء أيضا د.إسماعيل محمد شرفي وسامي الدين محمد.

#### الإدارة العلياء
المدير العام آمال قاسم احمد محمد.

##### نائب المدير العام
الدكتور حسين فتح الرحمن.

## الجوائز
جائزة أفضل مصرف في التمويل المتناهي الصغر ببيروت 2016 من الاتحاد ألدولي للمصرفيين العرب، وجائزة المؤسسة المالية في مجال المسؤولية المجتمعية لعام 2016 .

## المؤسسون
بنك السودان المركزي ومعاشي الصندوق القومي واتحاد التامين الاجتماعي في السودان والأمانة العامه لديوان الزكاة.

## العضوية
عضو اتحاد المصارف السوداني وعضو صندوق ضمان الودائع المصرفية وعضو شركة سنابل بوابة التمويل الأصغر العربية وعضو الحملة الذكية لحماية العملاء.

## الفروع
الخرطوم -الشمالية -النيل الأزرق-نهر النيل- النيل الابيض-القضارف- شمال دارفور-كسلا-جنوب دارفور-غرب دار فور-سنار- الجزيرة-النيل الأزرق-ولاية البحر الاحمر.